# Hak (wspinaczka)

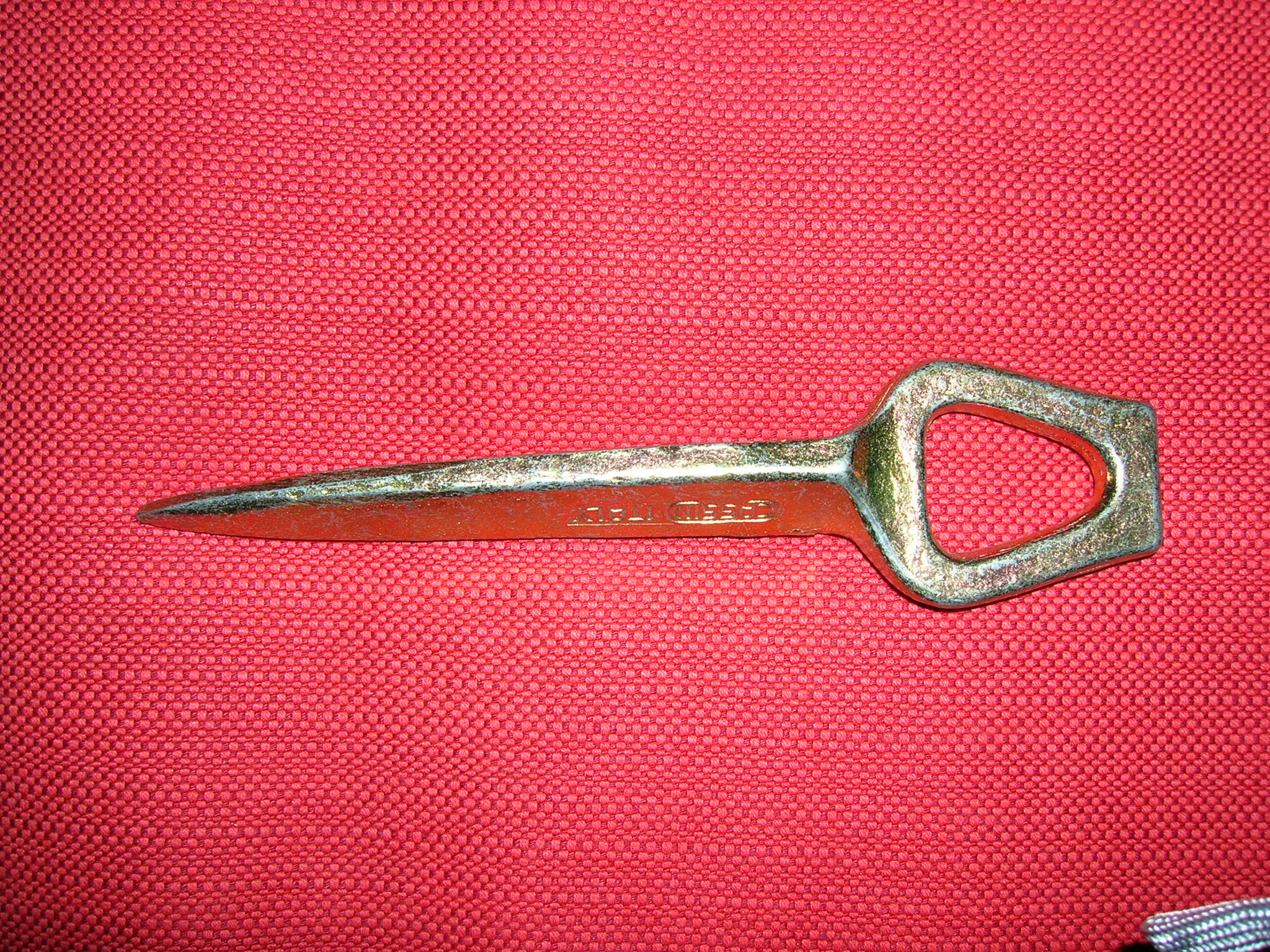
Hak wspinaczkowy

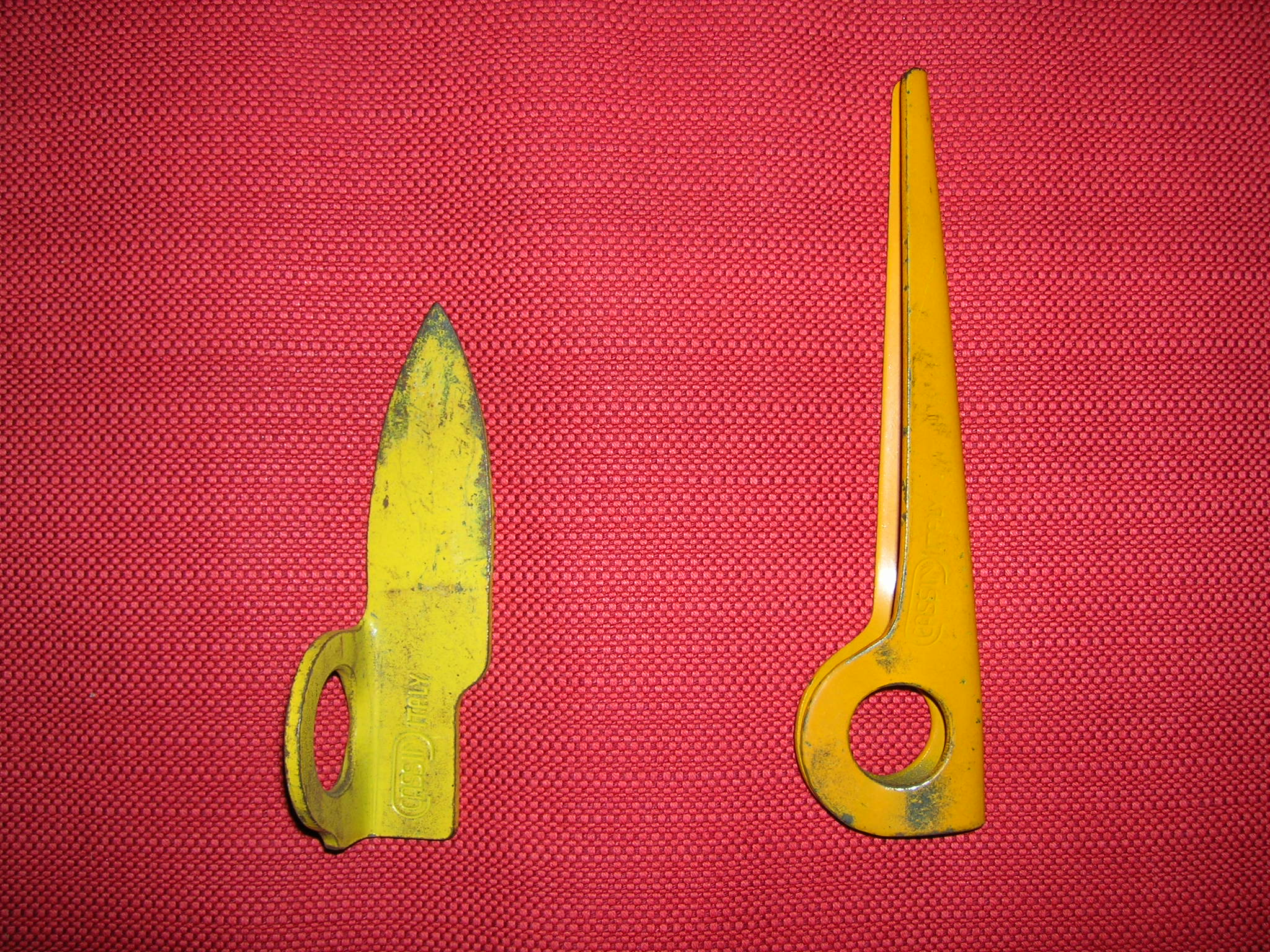
Różne rodzaje haków wspinaczkowych

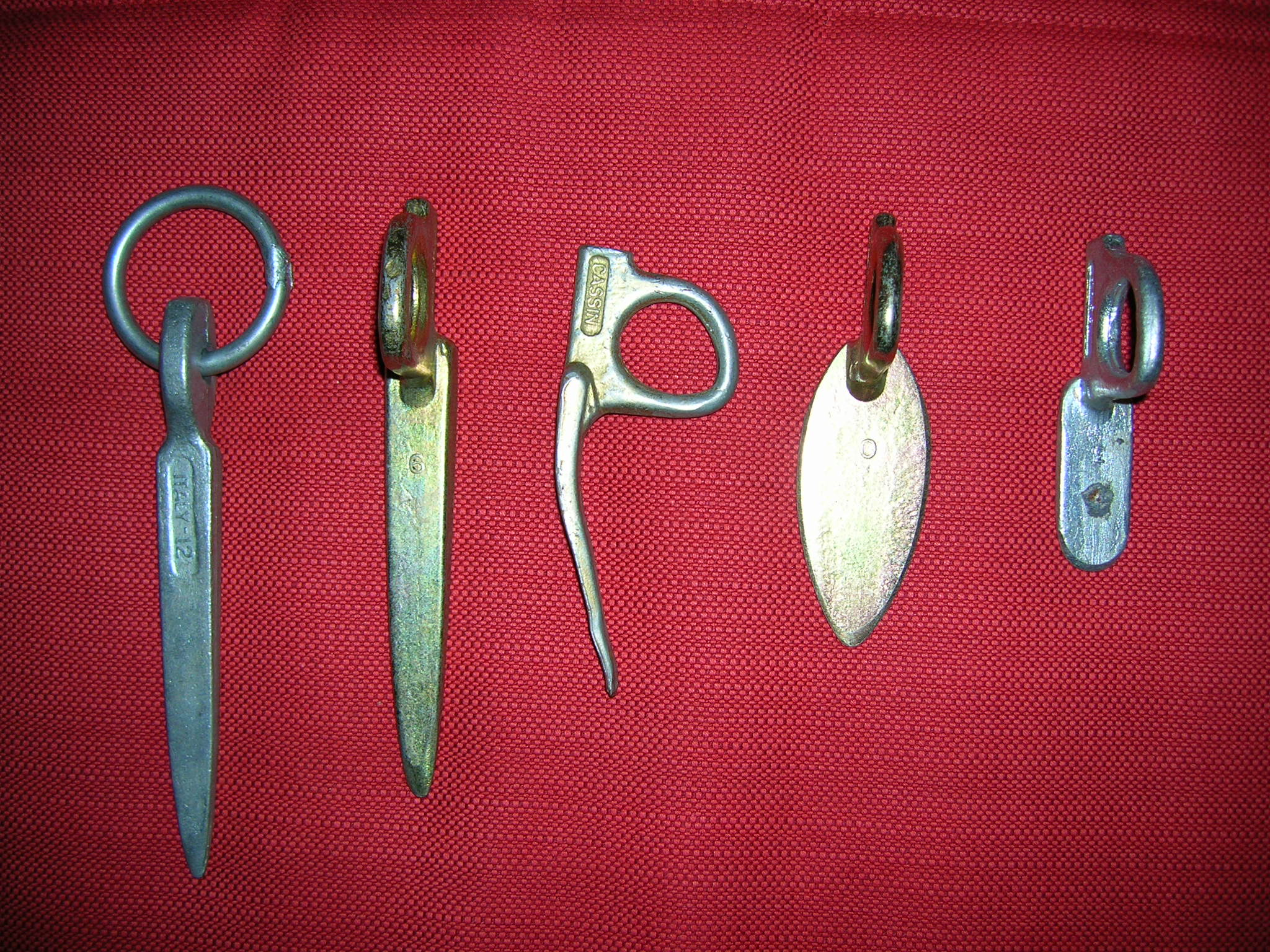
Różne rodzaje haków wspinaczkowych

Hak – metalowy klin, który po wbiciu w szczelinę skalną, może być używany jako punkt asekuracyjny dla wspinacza lub w speleologii.

## Historia użycia haków we wspinaczce
Pierwsze informacje o użyciu haków we wspinaczce pochodzą z końca XIX wieku.
Początkowo haki były używane jedynie aby zapewnić asekurację wspinaczowi, jednak później zaproponowano techniki wspinania się z użyciem sztucznie tworzonych stopni i chwytów obecnie określaną jako: hakówka lub technika sztucznych ułatwień.
Obecnie coraz częściej odchodzi się od używania haków na rzecz kostek i friendów, ponieważ kilkukrotne osadzenie i usunięcie haków niszczy skałę. Wraz z ewolucją sprzętu i technik wspinaczkowych coraz więcej dróg jest powtarzanych w sposób klasyczny.

## Rodzaje haków wspinaczkowych
Wyróżnia się między innymi następujące rodzaje haków:
- Angle
- Bong
- Knifeblade
- RURP
- V-ka